# Anatolij Ljadov
Anatolij Konstantinovitj Ljadov (ryska: Анатолий Константинович Лядов), född 11 maj 1855 (29 april enligt gamla stilen) i Sankt Petersburg, död 28 augusti 1914 (15 augusti enligt gamla stilen) i Borovitji, var en rysk tonsättare, lärare och dirigent. Ljadov fick sin utbildning vid konservatoriet i Sankt Petersburg.